# Balla Frigyes Fülöp
Balla Frigyes Fülöp, született Braun (Pécska, 1871. február 5. – Arad, 1937. december 5.) magyar festőművész, rajztanár, Balla Ignác testvére.

## Élete
Braun Benő és Leopold Bianka fia. Középiskoláinak elvégzését követően Bécsbe ment, s a Képzőművészeti Akadémián tanult, ahol Siegmund L'Allemand, August Eisenmenger és Schmidt voltak tanárai. Tanulmányutat tett 1891-ben Olaszországban, 1893-ban Párizsban, 1905-ben Münchenben. Végül Aradon telepedett le, és 1908 és 1913 között Böhm Pál festőiskolájában tanított. Életképeket és portrékat készített naturalista stílusban.

## Főbb művei
- Darányi Ignácz földművelésügyi miniszter arcképe
- II. Rákóczi Ferenc
- Kossuth Lajos arcképe
- Széchenyi István gróf arcképe
- József főherceg arcképe
- Majláth György országbíró arcképe
- I. Ferenc József király arcképe